# Sporomusa
Sporomusa è un genere di batterio appartenente alla famiglia delle Veillonellaceae.
Mesofilo, acetogeno , anaerobico. Le cellule sono a forma di banana , flagellate sul lato concavo della cellula e formano endospore che tendono ad essere subterminali. Colorazione di Gram negativa o debolmente positiva alla colorazione di Gram. La crescita può avvenire sia in condizioni chemiorganotrofe che chemiolitoautotrofe.